# Den Afriky

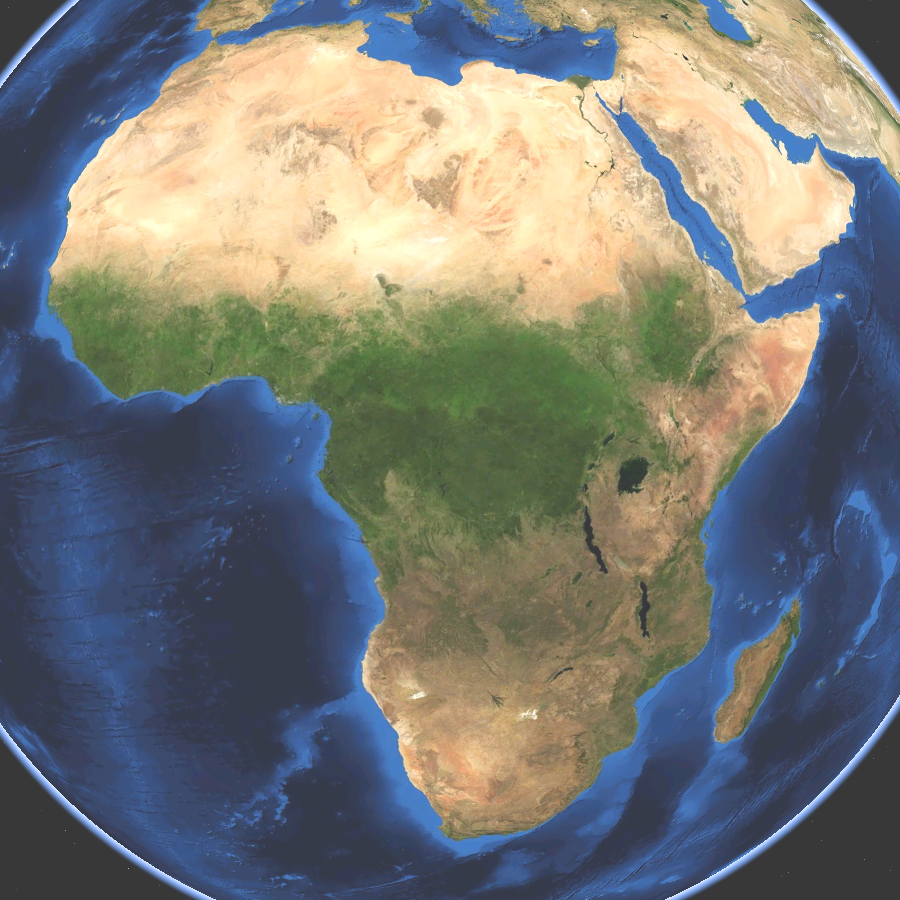
Obrázek zobrazuje kontinent Afrika.

Den Afriky se konal dne 25. května 2009. V tento den Evropská komise potvrdila svou angažovanost vůči Africe. Rozhodla se přijmout odpovědnost vůči problémům jako jsou ekonomická krize, chudoba, současná změna klimatu nebo nelegální migrace. Byl vypracován společný plán spolupráce na tomto partnerství EU a Afriky.